# Bailén
Bailén ist eine spanische Gemeinde in der Provinz Jaén in Andalusien. Sie befindet sich an der Autobahn A-4 und ist ein Standort der Keramikherstellung, des Kräuter- und Weinanbaus und der Speiseölproduktion. Obwohl im Landesinneren gelegen, ist sie aufgrund ihrer geschichtlichen Bedeutung ein Fremdenverkehrsort.

## Sehenswürdigkeiten
- Pfarrkirche Nuestra Señora de la Encarnación, 15. Jahrhundert, gotisch-isabellinisch, unter Denkmalschutz stehend
- Ermita Nuestra Señora de la Soledad, 15. Jahrhundert, gotisch
- Ermita de Jesús, 18. Jahrhundert, barock
- Ermita del Cristo, 18. Jahrhundert, barock
- Ermita der Virgen de Zocueca, 17.–18. Jahrhundert
- Pfarrkirche San José Obrero und das zugehörige Viertel

## Geschichte
Den Römern gelang es, die Karthager und ihre Verbündeten bei Baecula, dem heutigen Bailén, zu stellen. Hasdrubal Barkas verließ 208 v. Chr. nach der ersten Schlacht bei Baecula gegen die Truppen Scipios des Älteren das Schlachtfeld als Verlierer.
Vom 18. bis 22. Juli 1808 war der Ort Schauplatz der größten Schlacht auf der Iberischen Halbinsel während der Napoleonischen Kriege, der Schlacht bei Bailén.